# بروتنتورن
بروتنتورن (به لاتین: Brunnethorn) یک کوه در سوئیس است که در کانتون وله واقع شده‌است. بروتنتورن ۲٬۹۵۲ متر بالاتر از سطح دریا واقع شده‌است.